# Palazzo Barrile-Spinelli
Il Palazzo Barrile-Spinelli è una residenza nobiliare situata nel comune di Trepuzzi, in provincia di Lecce.

## Storia
Comunemente chiamato Castello Nuovo, è una residenza fortificata, voluta dai Condò, feudatari di Trepuzzi, agli inizi del XVII secolo e abitata poi nel XVIII secolo dai duchi Carignani. Nel 1887 il palazzo ha subito restauri ed ampliamenti che ne hanno modificato l'aspetto originario. 

## Architettura

### Esterno
L'edificio, di pianta trapezoidale, si articola intorno ad un cortile quadrangolare, e presenta una struttura a due livelli, coperti da volte a costruzione, dei quali il superiore ad "U" si apre verso il giardino retrostante. La facciata principale, rivolta a nord, presenta un ordine inferiore nel quale si apre un elegante portale bugnato con arco a tutto sesto ed uno superiore caratterizzato da un lungo loggiato, impostato su mensole scolpite e fornito da balaustra retta da colonnine. Tale loggiato viene riproposto anche sulle pareti laterali. L'edificio è dotato di una piccola torre, nata per scopi difensivi, alla quale si giunge da una scala interna, posta al primo piano.

### Interno
L'area retrostante del palazzo è occupata da un grande giardino composto da piante e alberi distribuiti in vialetti secondo l'originaria struttura settecentesca. 
Di pertinenza del palazzo è la cappella dedicata ai santi apostoli Giacomo e Filippo, eretta per devozione di Gian Domenico Condò di Lecce prima del 1640. La cappella, situata sul lato ovest dell'edificio, venne inglobata all'originario corpo di fabbrica dopo il 1848, a seguito dell'ampliamento del palazzo. La piccola chiesa è chiusa ad ogni forma di culto ed è priva degli originari arredi decorativi. In passato è stata sede della confraternita di Maria SS. Addolorata.